# Callipseustes curvilinea
Callipseustes curvilinea là một loài bướm đêm trong họ Geometridae.